# Fânațe, Maramureș
Fânațe este un sat în comuna Cernești din județul Maramureș, Transilvania, România.

## Istoric
Prima atestare documentară: 1583 (Fonácz) 

## Etimologie
Etimologia numelui localității: din n. top. (La) Fânețe < s. fânață "teren pe care crește iarba pentru fân" < fânaț (< lat. *fenacium), la pl. fânațe. 

## Demografie
La recensământul din 2011, populația era de 665 locuitori. 

## Monument istoric
- Biserica “Sf. Arhangheli Mihail și Gavril” (1840).

## Imagini

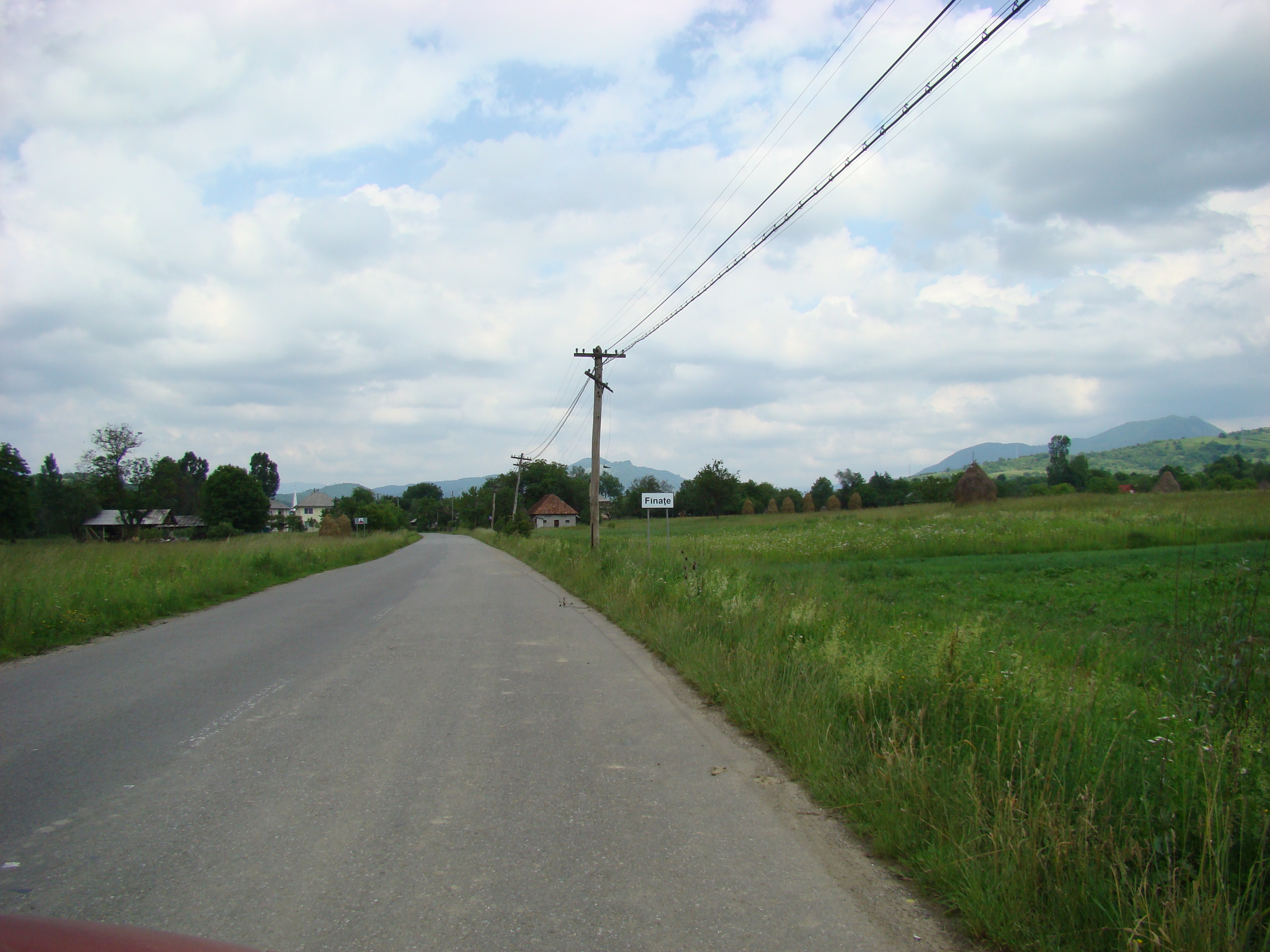

Acest articol despre o localitate din județul Maramureș este deocamdată un ciot. Puteți ajuta Wikipedia prin completarea lui.